# Muséum-aquarium de Nancy
Pour les articles homonymes, voir MAN.
Le Muséum-Aquarium de Nancy, souvent abrégé en MAN, est un établissement patrimonial de culture scientifique et technique conjointement géré par la Métropole du Grand Nancy et par l'université de Lorraine.
Ce muséum d'histoire naturelle, membre du réseau national des collections naturalistes (RECOLNAT), comporte des collections zoologiques et paléontologiques ainsi que des collections vivantes, essentiellement ichtyologiques.
Le Muséum-Aquarium est composé de deux niveaux. Au rez-de-chaussée se trouvent trois espaces d’aquariums, les galeries Nautilus et Calypso ainsi que la salle bateau. Au bout de la galerie Nautilus, la galerie de l'Astrolabe accueille des expositions temporaires d'artistes contemporains. L'amphithéâtre Cuénot prend également place à ce niveau. La galerie de zoologie ainsi que deux autres espaces d'expositions temporaires se situent au premier étage.

## Situation
Le Muséum-Aquarium anciennement Institut de Zoologie  se trouve au cœur de Nancy, au 34, rue Sainte-Catherine, axe reliant la place Stanislas et la porte Sainte-Catherine. À l'arrière du bâtiment s'étend l'ancien jardin botanique de Nancy, dénommé jardin Dominique Alexandre Godron. Le muséum est desservi à 300 mètres par la station « Division de fer », sur la ligne 1 du tramway de Nancy. Un stationnement gratuit est possible le long du canal de l'Est et du port de plaisance, à proximité de la porte Sainte-Catherine.

## Architecture
L'édifice abritant le musée, construit en 1933, a été conçu par les frères nancéiens Jacques et Michel André.
L’œuvre est notablement inspirée par les travaux de l’architecte américain Frank Lloyd Wright. Condition nécessaire à la bonne conservation de collections d’histoire naturelle, le bâtiment présente une façade sans fenêtre, complètement aveugle.
Le bâtiment est protégé par son classement au titre des monuments historiques par arrêté du 6 décembre 2016.

## Histoire

### Origines
Stanislas Leszczynski, duc de Lorraine, prend la décision, en 1752, de procéder à la création d'un Collège Royal de Médecine, par la réunion d'anciens fonds privés régionaux. Ces premières collections du cabinet d’histoire naturelle de Nancy, d'où descend le Muséum-Aquarium, sont issues plus précisément du rassemblement de dix-sept cabinets de curiosités, souvent d’amateurs éclairés et comprenant divers éléments hétéroclites tels que des antiquités, des fossiles, des herbiers, des animaux naturalisés, ou même des médailles anciennes. Outre cette activité de conservation, le collège dispense des cours d’anatomie, de botanique et de chirurgie. Les fonds, composés d’herbiers, de minéraux, de fossiles ou de représentants de divers taxons de vertébrés, sont utilisés pour l’enseignement. Les premières collections ont été réunies dès la fin du XVIIIe siècle, mais ont été ensuite hébergées dans différents sites.
En 1798, l’École Centrale de la Meurthe est créée et s’installe, avec les collections d’histoire naturelle, dans l’actuel bâtiment de la bibliothèque municipale de Nancy. Six années plus tard, en 1804, les Écoles centrales sont remplacées par les lycées et l’apprentissage des sciences naturelles est abandonné. Les collections sont alors mises de côté, conservées mais stockées dans de mauvaises conditions. Il ne reste plus aujourd’hui que quelques objets.
Les collections continuent à s’enrichir et restent gérées par plusieurs conservateurs, naturalistes reconnus, comme Pierre Remy Willemet, Émile Braconnot, Charles de Haldat du Lys, Soyer-Willemet, Dominique-Alexandre Godron. C'est seulement en 1854, année de création de la faculté des sciences de Nancy, que renaîtra et se développera le cabinet d’histoire naturelle.
L'université de Nancy, en plein développement, emménagera au début des années 1860 dans le Palais de l’Université, sis place Carnot. Les collections d’histoire naturelle, composées de minéralogie et géologie lorraine, d’anatomie comparée, d’anthropologie, de zoologie, et d’herbiers, y occupent trois salles et sont régulièrement ouvertes au grand public.

### Nouveau bâtiment
C’est avec l’action déterminante de Lucien Cuénot, nommé directeur du cabinet d’histoire naturelle en 1898 que le muséum va prendre sa forme contemporaine. En effet, les collections se sont tellement enrichies que la place manque et un nouveau déménagement des collections s’avère nécessaire. Ainsi, au début du XXe siècle, les collections du musée d’histoire naturelle sont éparpillées sur plusieurs sites dans la ville : les collections de géologie, minéralogie et paléontologie quittent le Palais de l’Université pour l’ancien séminaire, rue de Strasbourg. Les responsables des collections botaniques préparent leur déménagement vers le jardin botanique, sis rue Sainte-Catherine, à proximité de la place Stanislas et de la porte Sainte-Catherine.
Cuénot proposa la construction d'un bâtiment neuf pour abriter l'Institut de zoologie, à côté de l’Institut de Botanique, construit quelques années auparavant. C’est ainsi qu’en 1933, les collections de zoologie et l’Institut de Zoologie emménagent dans un bâtiment neuf.
Le début des années 1970 marque l'apparition d'aquariums tropicaux sous la direction de Bruno Condé, précisément placés au rez-de-chaussée de l'édifice. D'un unique bac présent en 1971, le nombre s'accroit jusqu'à 72 bacs, deux ans plus tard. En 2012, on dénombre 57 aquariums répartis de la façon suivante : 23 aquariums d’eau douce tropicale, 29 aquariums d’eau de mer tropicale, un aquarium d’eau de mer tempérée et un aquarium d’eau saumâtre. Sont exposées environ 80 espèces de vertébrés d’eau douce appartenant à 35 familles, 110 espèces de vertébrés d’eau de mer appartenant à 30 familles ainsi que de nombreux invertébrés comme des échinodermes, des mollusques et des crustacés.

### XXIesiècle
En 2004, le Muséum-Aquarium obtient le classement Musée de France, appellation nationale qui garantit aux collections du muséum davantage de protection puisque celles-ci deviennent légalement imprescriptibles et inaliénables.
Une nouvelle galerie de zoologie est inaugurée en 2005. Conçue autour de l’arbre généalogique de Lucien Cuénot, la galerie aborde la classification du vivant. Une sélection de près de 600 animaux a été restaurée avec soin et mise en place, mettant en avant la diversité zoologique mondiale.
En 2011 et 2012, les galeries d’aquariums subissent une modernisation et certaines collections patrimoniales intègrent les espaces des galeries d'aquariums. Le lien entre collections vivantes et d'histoire naturelle apparaît clairement.

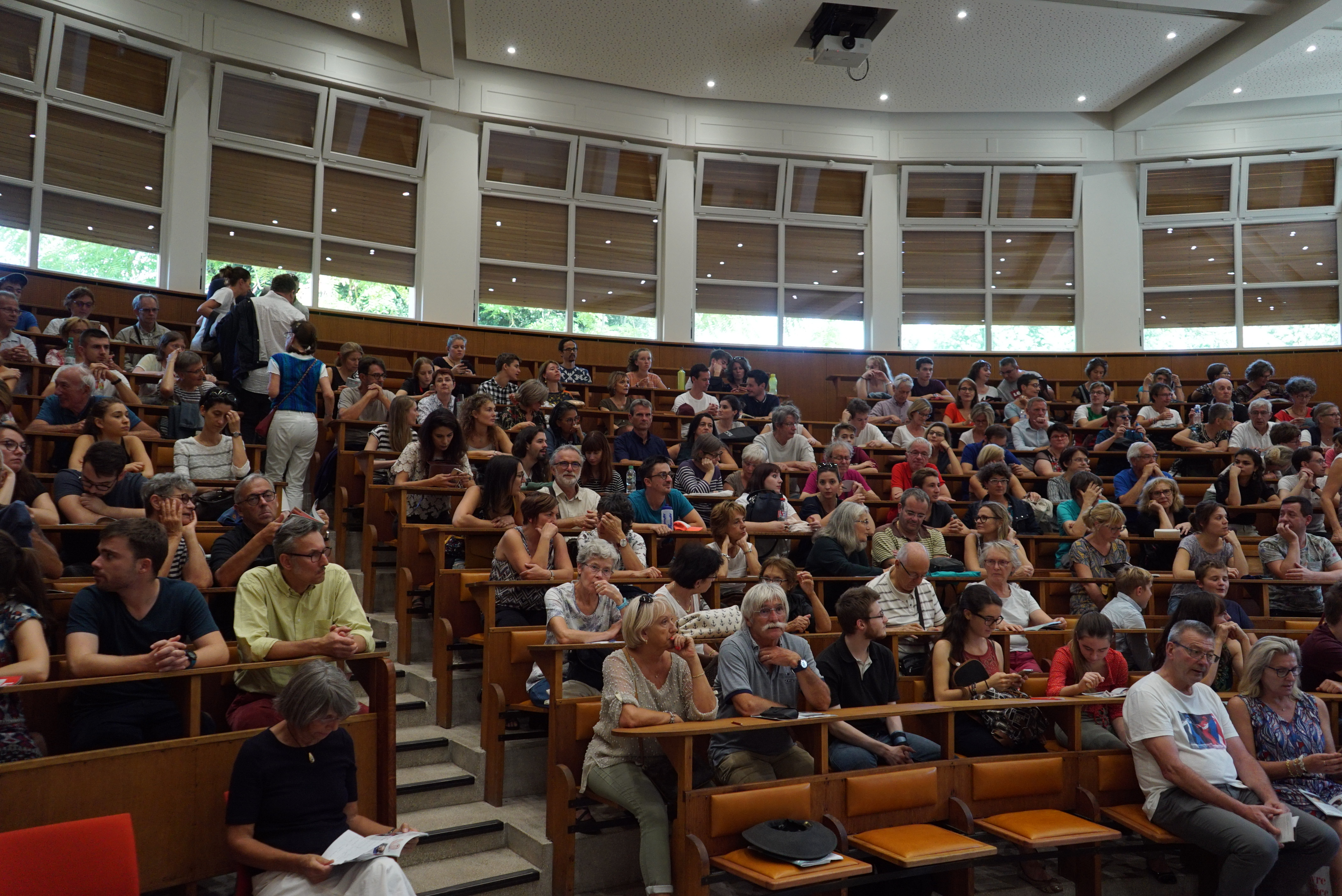
L’amphithéâtre lors du Livre sur la place.

Créé en 1933 puis rénové en 2013, l’amphithéâtre Lucien Cuénot accueille de nombreuses manifestations, principalement en lien avec la culture scientifique et technique. Son accès se fait par la rue Godron. L’amphithéâtre comporte 298 places. Il est accessible aux personnes à mobilité réduite ainsi qu’aux personnes malentendantes munies d’une boucle magnétique.
L'édifice, remarquable architecture moderniste de la période Art déco est classé monument historique en 2016.

## Collections

### Collections d'histoire naturelle
Les collections d'histoire naturelle comprennent environ 18 000 spécimens naturalisés sur 140 000 spécimens au total dont 600 sont actuellement exposés ; les collections sont de nature variée : mammifères, insectes, collections d'ethnologie, d'ostéologie, animaux naturalisés, collections sèches ou en fluide. La plupart de ces spécimens sont très anciens et ont été naturalisés à la fin du XIXe siècle.

### Collections vivantes
Le Muséum-Aquarium présente 57 aquariums accessibles au public. Les nouveaux animaux qui arrivent passent systématiquement par la salle de quarantaine. En effet le transport et le conditionnement fragilisent les animaux, les rendant plus sensibles aux maladies. S’il y a lieu, des traitements sont administrés soit par voie orale soit par balnéation.

## Les aquariums

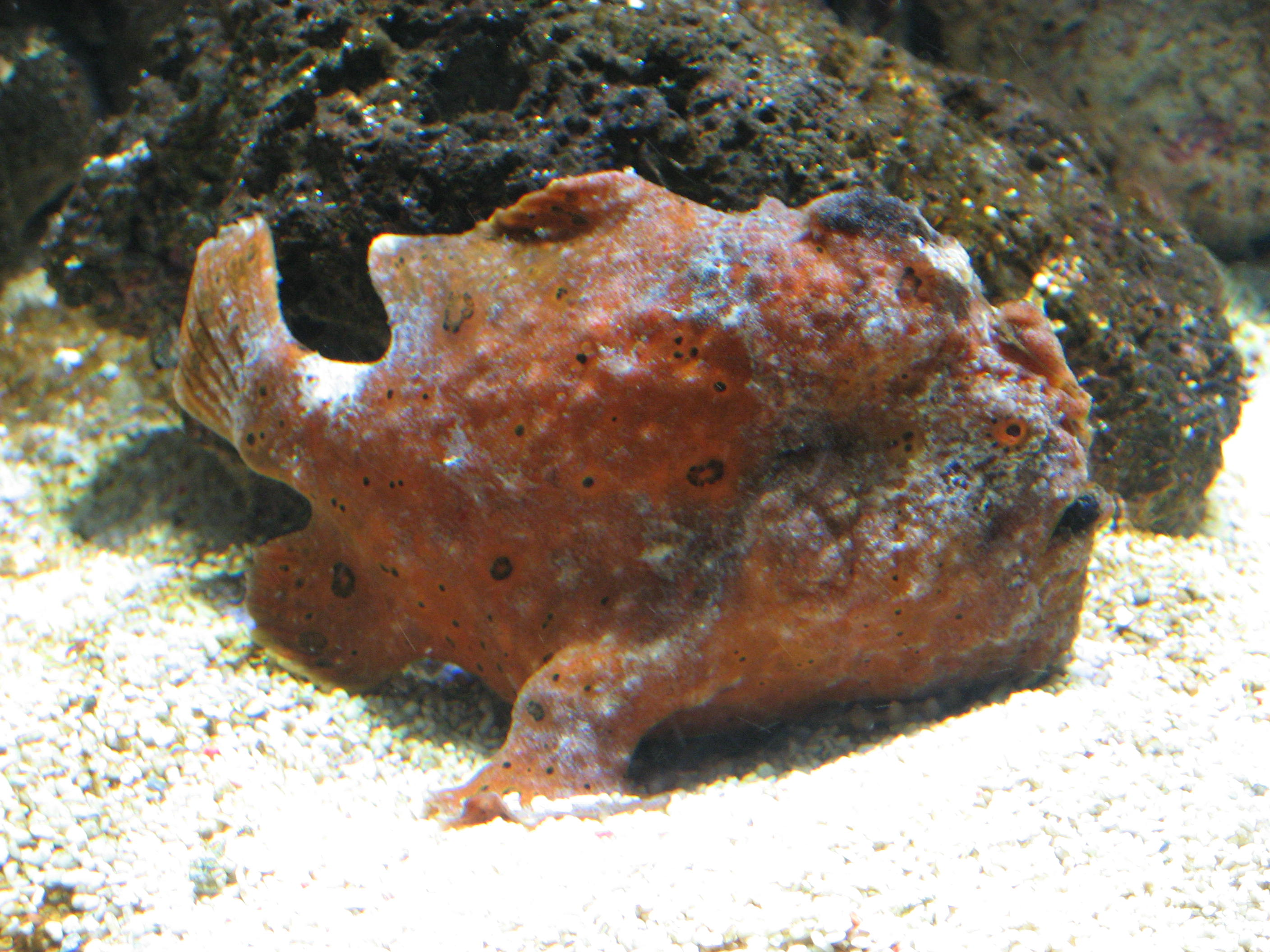
Antennarius commersonii.

Les aquariums sont majoritairement de forme panoramique et disposent de capacités allant de 60  à   14 000 litres. Le corps des aquariums est en résine de polyester. La filtration est indépendante pour chaque aquarium, ce qui permet de n’avoir aucune interférence entre les aquariums, autant d’un point de vue physico-chimique que d’un point de vue sanitaire. Fonctionnant 24 heures sur 24, la stérilisation partielle par ultra-violet réduit la charge d'agents pathogènes pouvant exister dans l’eau. Les puissances des lampes sont adaptées aux volumes des aquariums.
Pour les aquariums d’eau de mer, le décor est composé de « pierres vivantes » et de coraux. Les sables de fond sont des sables de corail de différentes granulométries. En ce qui concerne l’eau douce, les sables utilisés varient en fonction des populations (de corail pour les aquariums demandant une eau plutôt dure, de Loire pour une eau douce ou acide). Pierres, plantes et racines de tourbière constituent les décors.
Nancy étant éloigné des mers et des océans, l’eau de mer est artificiellement reconstituée à partir d’eau et de sel synthétique spécifique.
Les espèces présentées sont originaires des eaux tropicales et représentatives de l’ensemble de cette zone. Les espèces d'eau douce sont issues de lacs et cours d'eau d'Amérique, d'Asie, d'Afrique et de Madagascar. Les organismes vivant dans l'eau saumâtre proviennent des côtes du Pacifique et de l'Asie. Les récifs coralliens sont issus de la mer Rouge, des Caraïbes, de l'Inde et du Pacifique.
Le développement et les études effectuées sur les poissons électriques constituent une des spécificités du Muséum-Aquarium.

## Fréquentation
En 2012, 95 280 personnes ont visité le Muséum-Aquarium. Le graphique ci-dessous montre l'évolution de la fréquentation du musée entre 1967 et 2012 :
| 2012   | 2013    | 2014   | 2015   | 2016   |
| ------ | ------- | ------ | ------ | ------ |
| 95 280 | 102 700 | 88 345 | 88 678 | 91 087 |

## Actions pédagogiques

### Scolaire
Le Muséum-Aquarium de Nancy propose des visites guidées pour tous les niveaux scolaires, de la maternelle au lycée que ce soit en lien avec les espaces permanents (galeries d’aquariums et de zoologie) ou d’expositions temporaires. Des fiches d’activités pour une visite en autonomie sont téléchargeables sur le site internet.

### Enfants
Le premier dimanche de chaque mois, des visites commentées sont proposées pour les enfants de trois à six ans. Les enfants de sept à onze ans peuvent suivre des animations pendant les petites vacances scolaires.

## Expositions temporaires

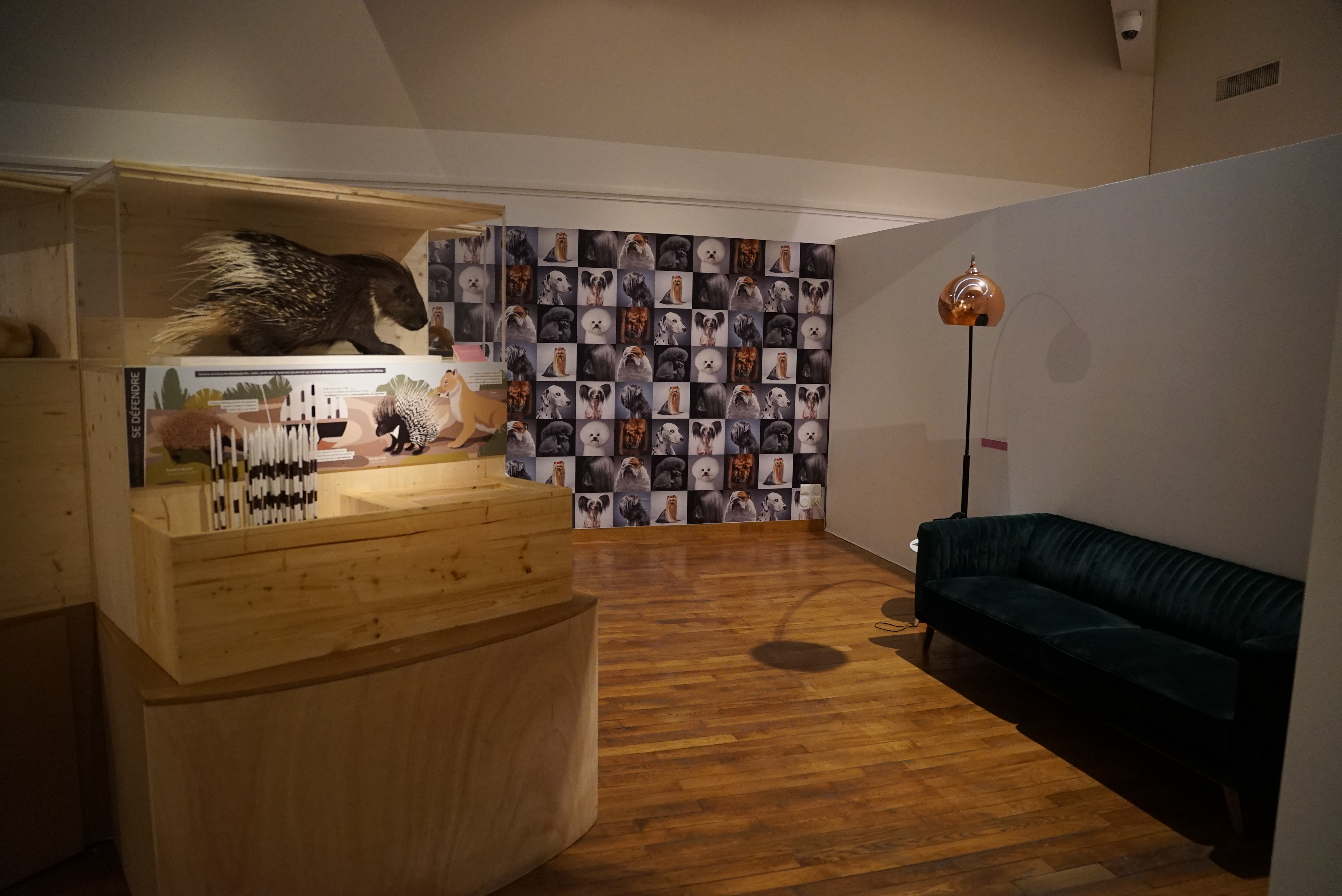
Vue de l'exposition temporaire Poils, du poil de la bête au poil au menton, 2020.

Chaque année, une exposition pluridisciplinaire est présentée au public : 
- « Poils, du poil de la bête au poil au menton », 2020
- « Moches ! » (2016-2017)
- « Ces animaux qu'on mange » (2015-2016)
- « Corps en images » (2013-2014)
- « Parce Queue » (2012-2013)
- « De crépuscule en crépuscule » (2011-2012)
- « Biodiversité à une limace disparue » (2010)
- « Homme-femme : de quel sexe êtes-vous ? » (2009)
- « 2 mois - 2 artistes » (2008)
- « Les envahisseurs » (2007-2008)
- « Crotte alors ! » (2006)

Depuis 2012, en parallèle plusieurs expositions, artistiques ou de culture scientifique et technique, sont présentées dans la galerie de l’Astrolabe ; en octobre 2013, ce sont des collégiens qui y exposèrent le résultat de leurs recherches sur le Grand nord, la faune et le climat à travers une quinzaine de panneaux.

## Galeries d'images

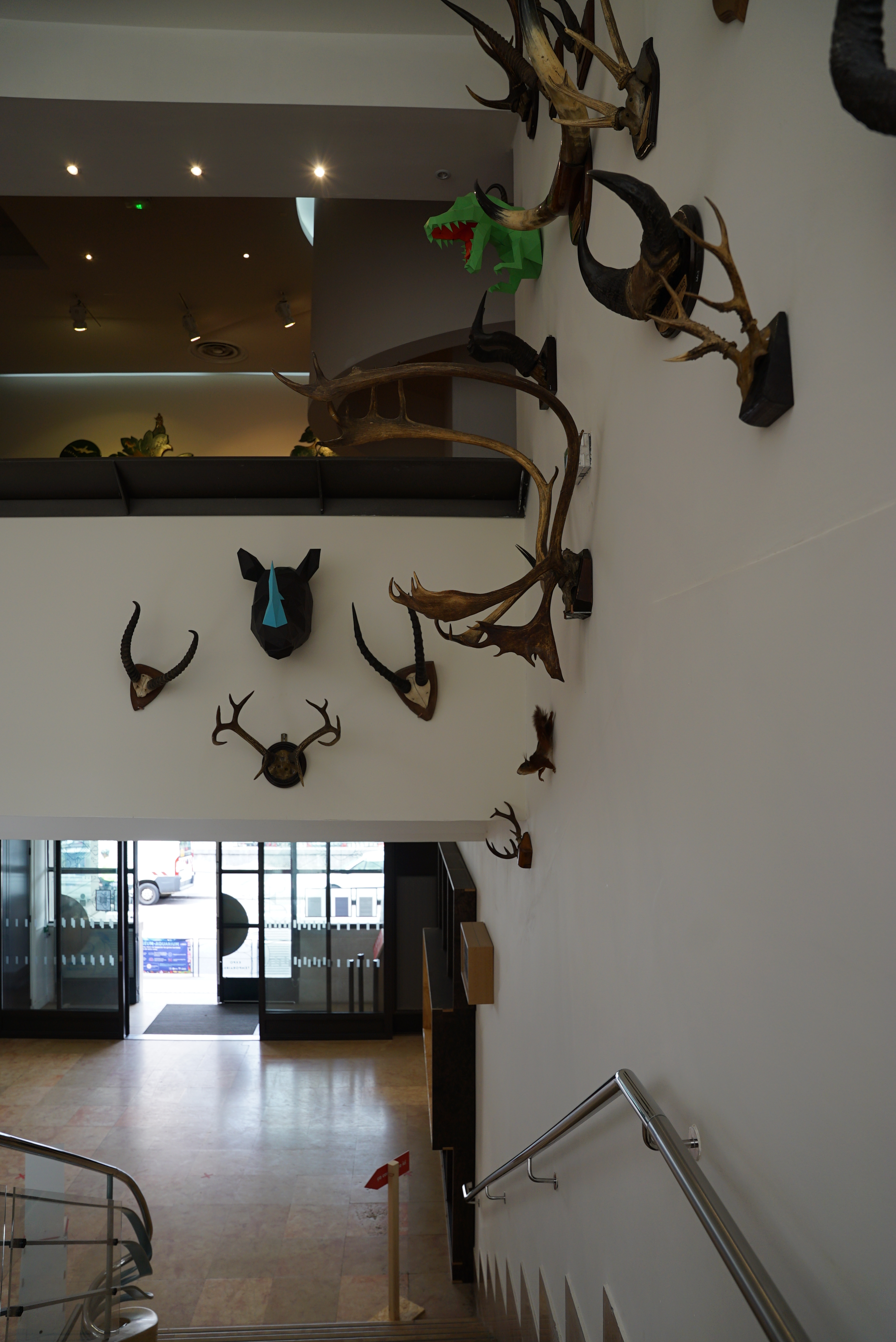
L'entrée,
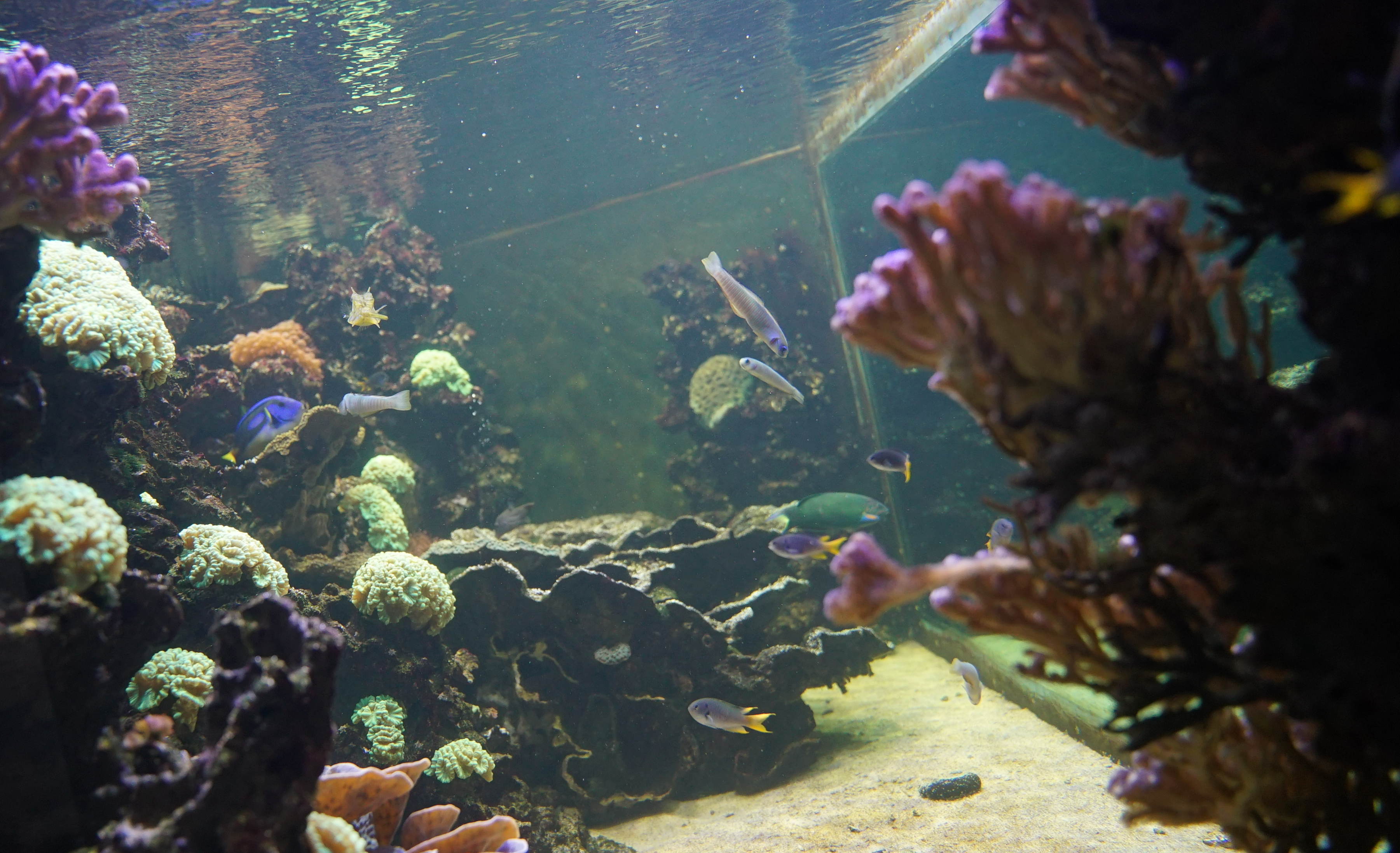
aquarium de la salle Nautilus,
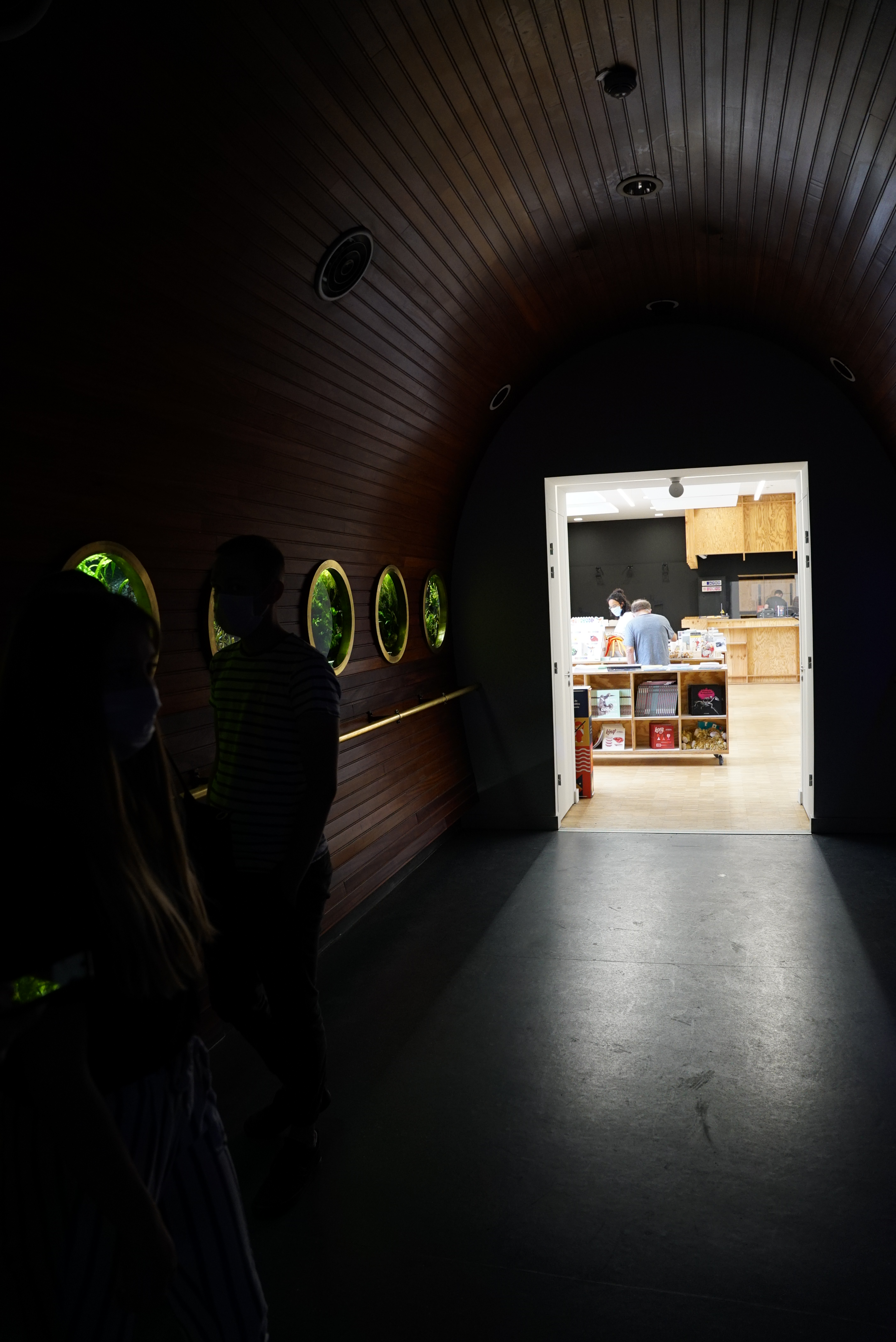
la salle Calypso.

### Galerie de zoologie

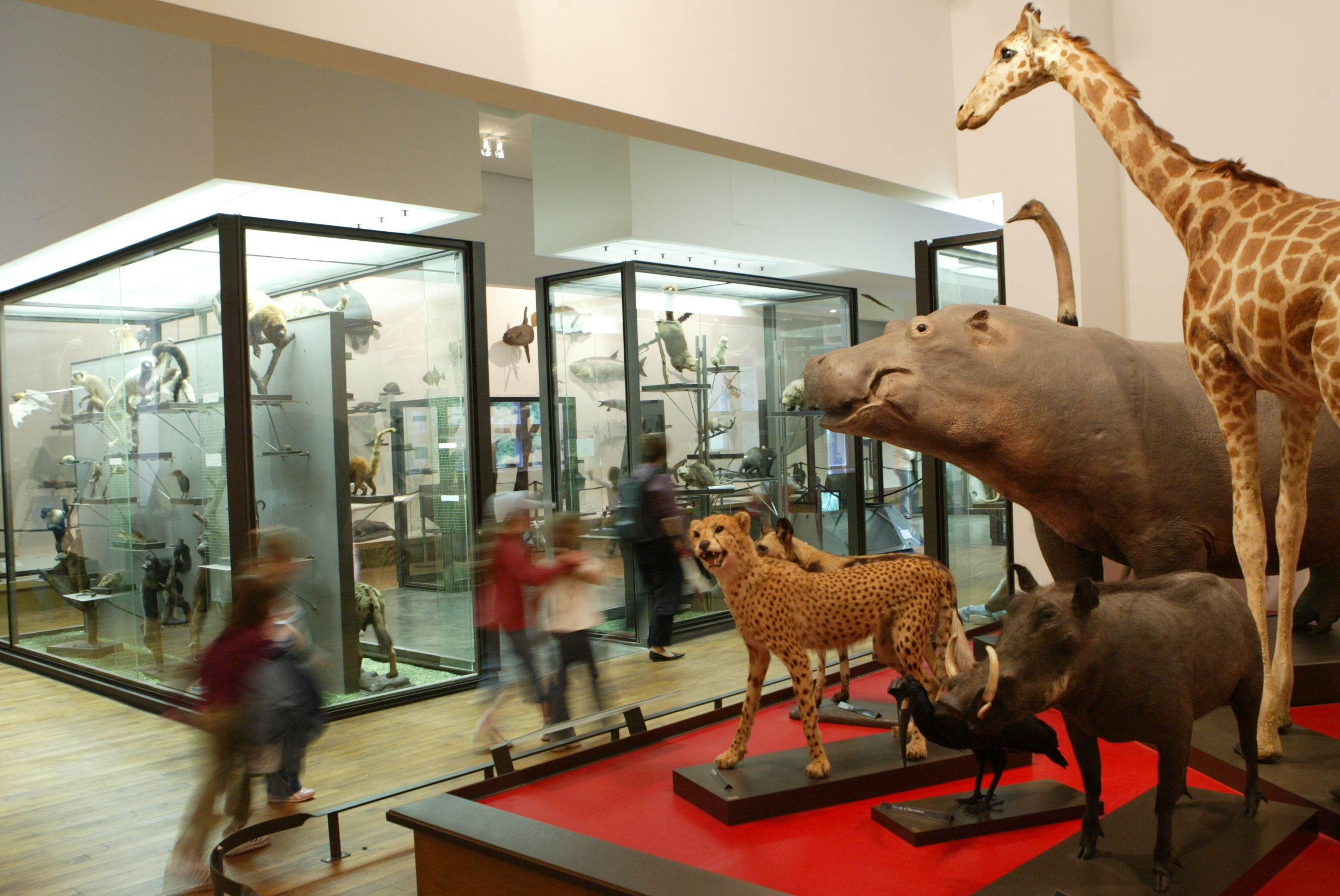
Le podium Afrique.
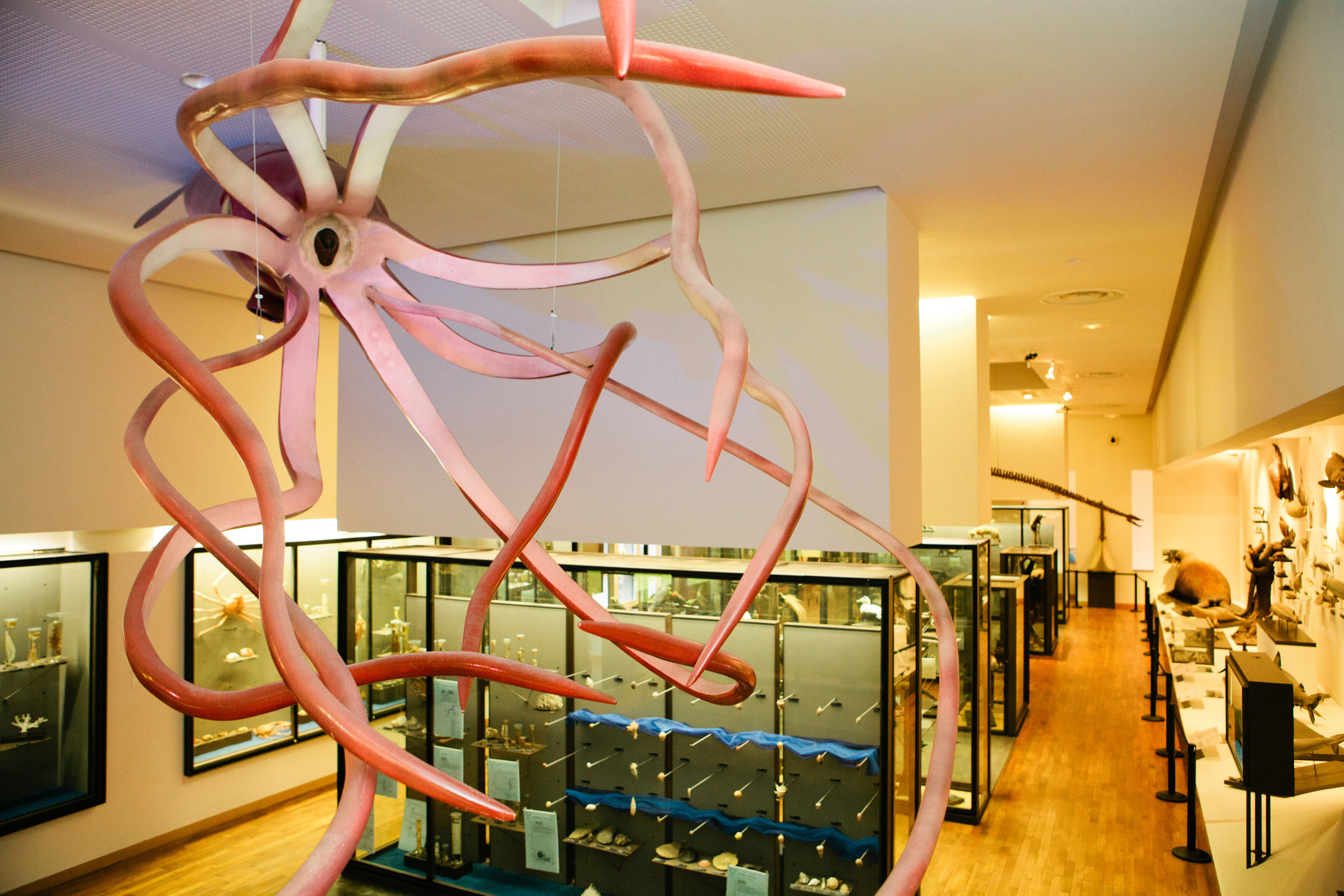
Vue artistique.
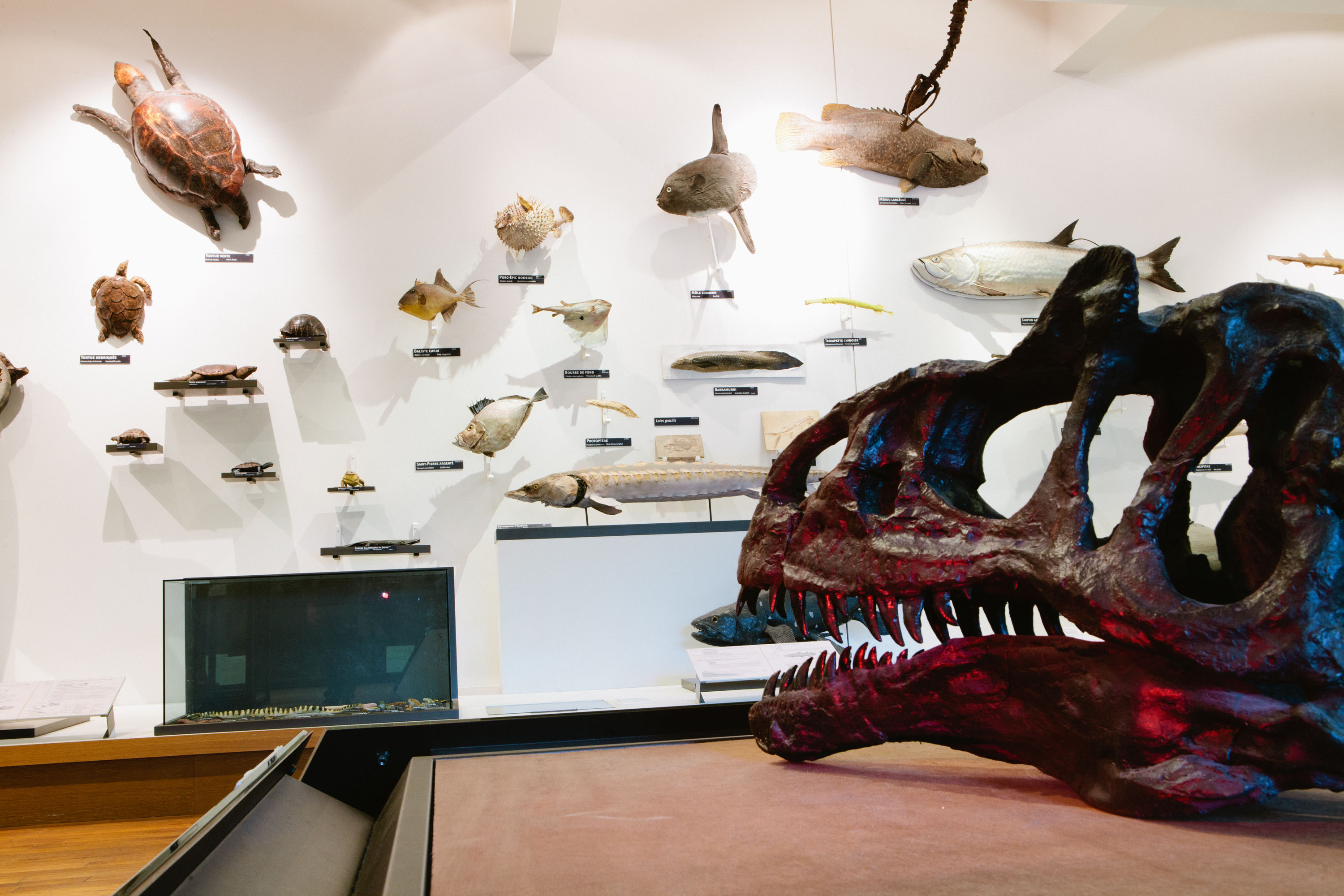
Crâne d'Allosaurus.
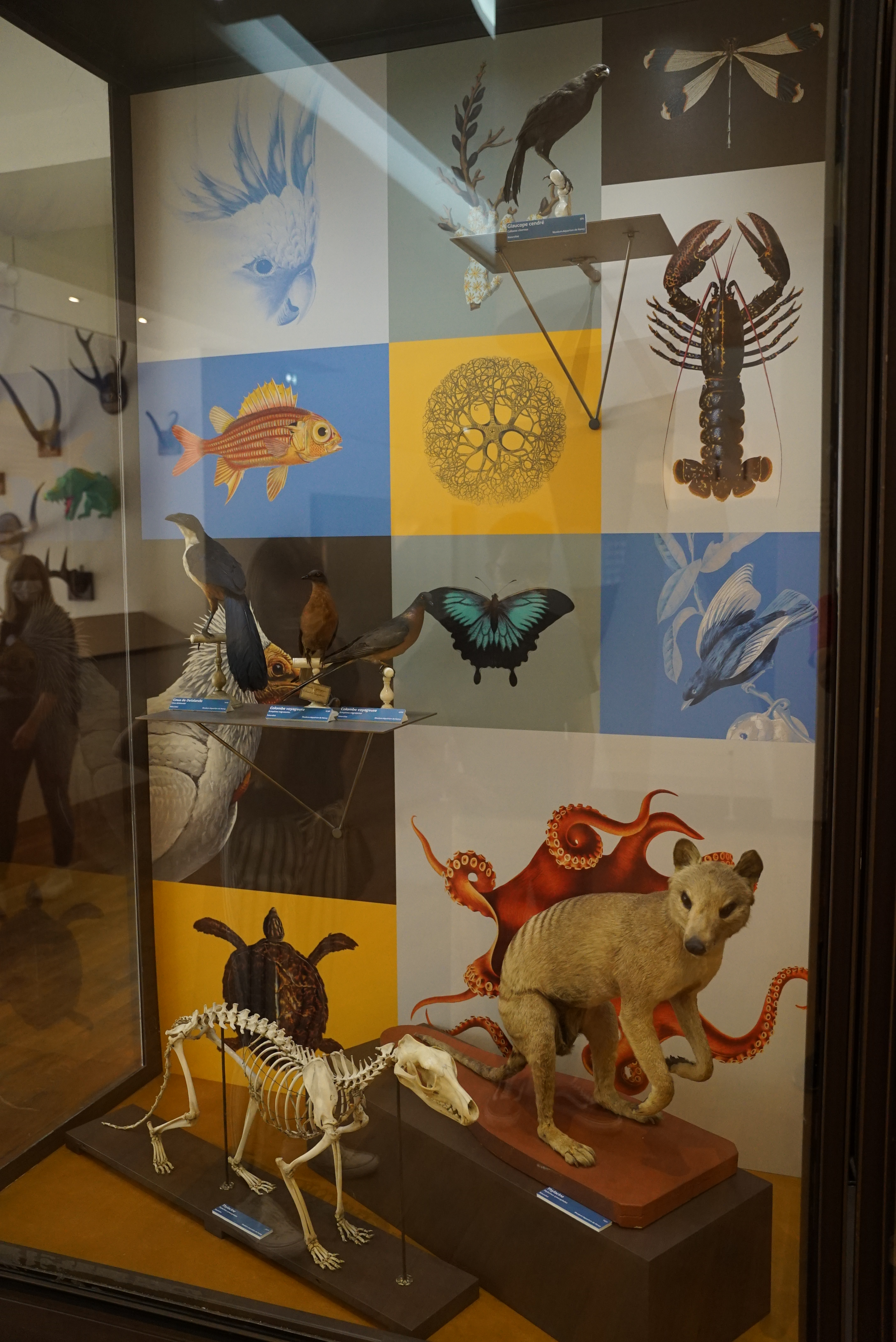
Thylacine.

### Galeries d'aquariums

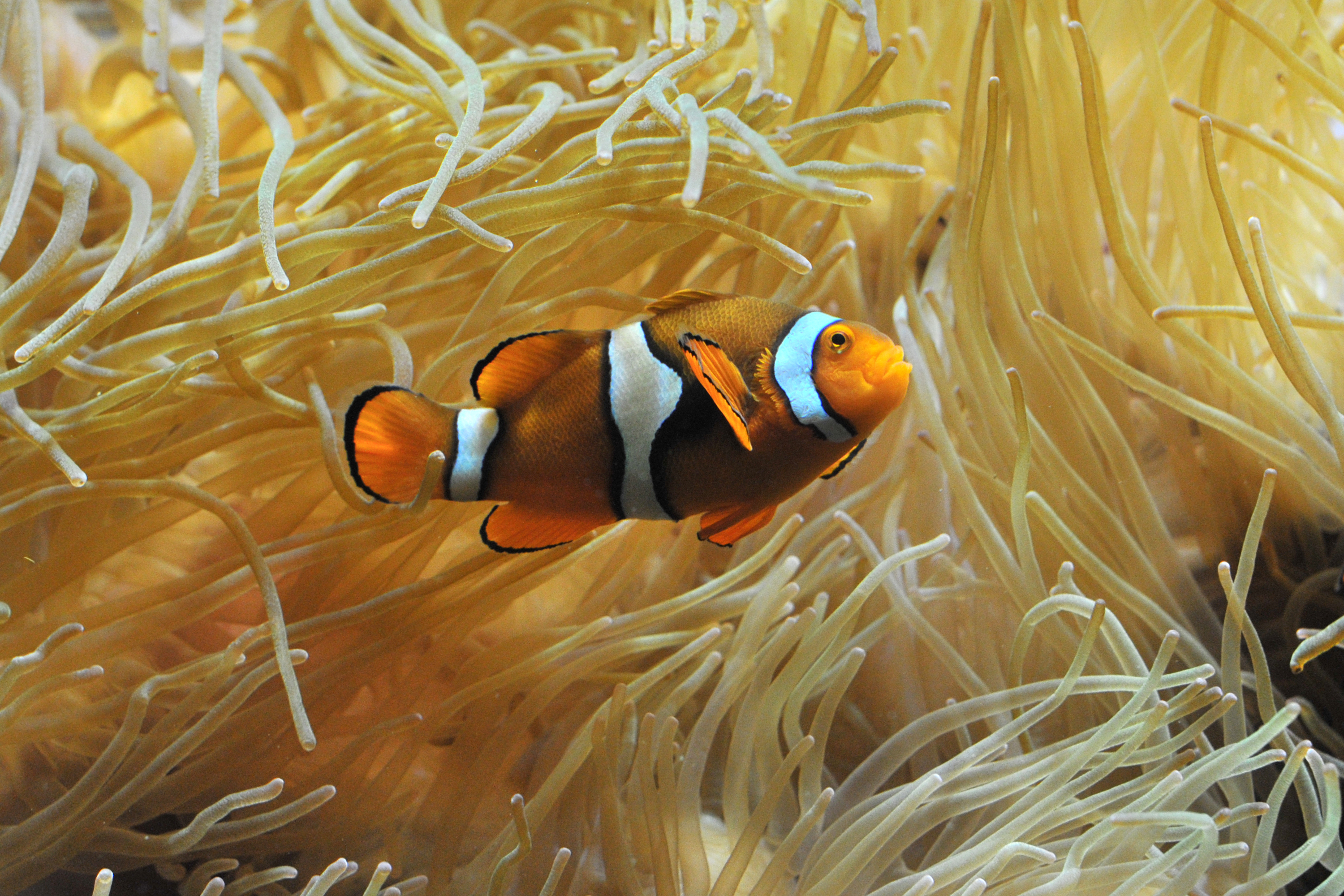
Poisson-clown à trois bandes
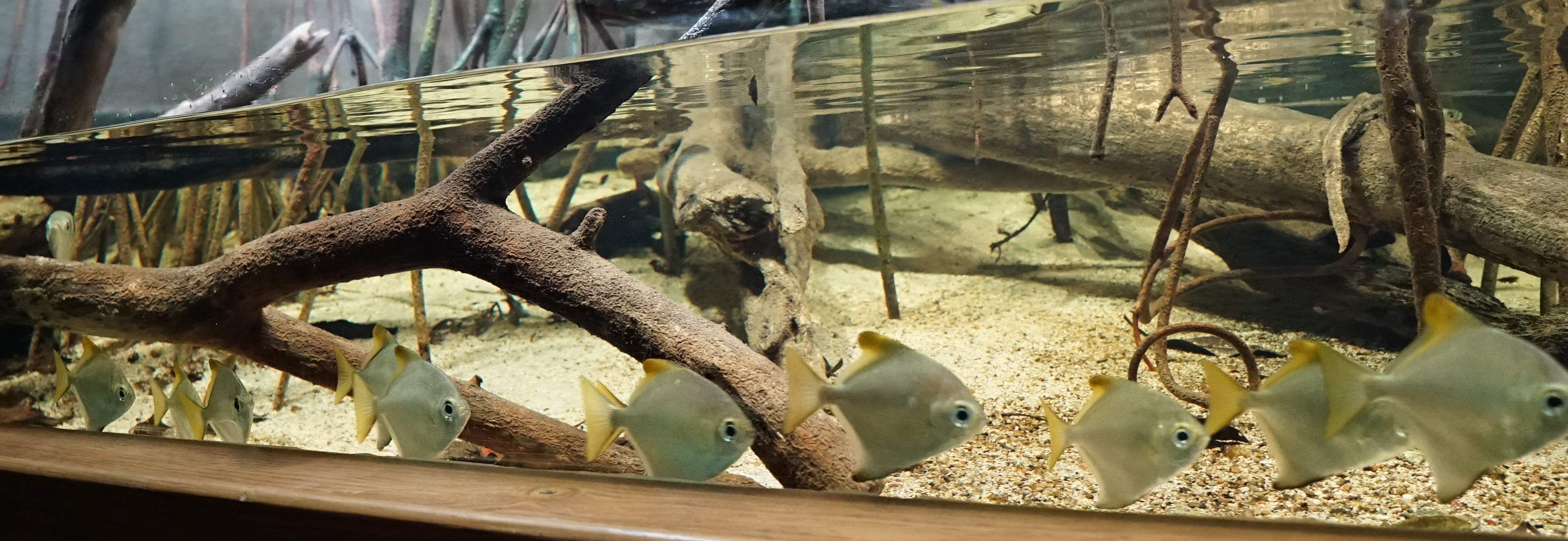
de la salle du Nautilus
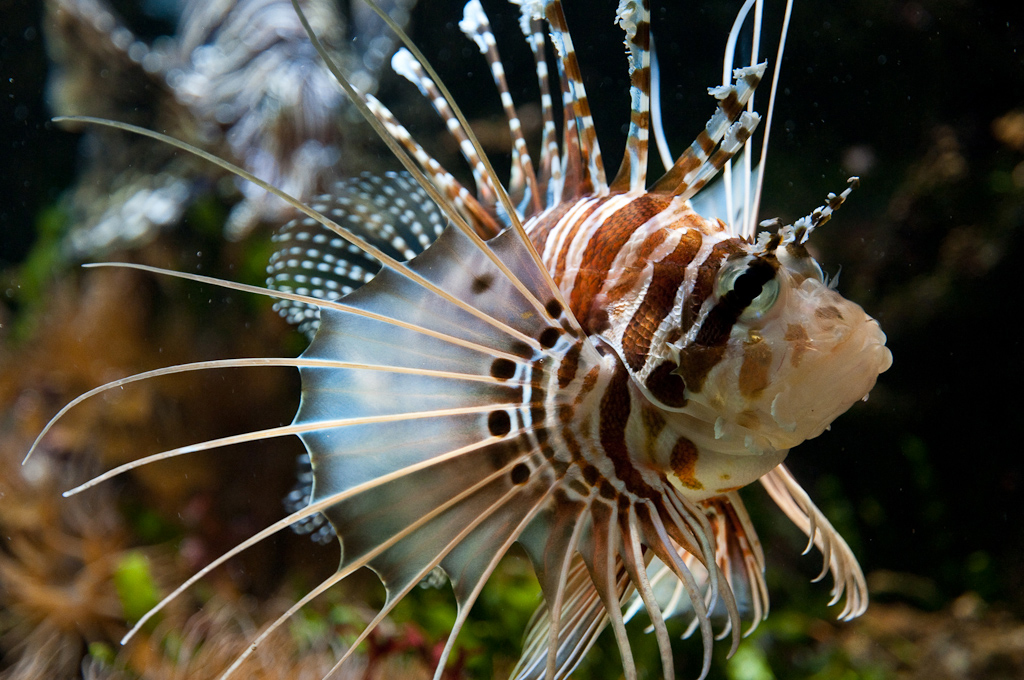
rascasse volante

### Documents pédagogiques
- Livret aquariums
- Électrocosmos le peuple de l'onde...des poissons électriques
- Poulpe poulpe pidou...des Céphalopodes